# Leiopus guttatus
Leiopus guttatus là một loài bọ cánh cứng trong họ Cerambycidae.